# A43 (motorväg, Tyskland)
A43 är en motorväg i Nordrhein-Westfalen, Tyskland. Den går mellan Münster och Wuppertal.  Tidigare har det funnits planer på att bygga ut vägen mellan Münster och Bielefeld. Men en sådan utbyggnad är inte längre aktuell. Vägen byggdes i slutet av 1970-talet och i början av 1980-talet.
På vägen finns en nödlandningsbana för flygplan, främst militära. Den är runt 2800 meter lång och ligger mellan trafikplats Nottuln och trafikplats Dülmen-Nord.
Hela sträckan har två filer i vardera riktningen. Men det finns planer på en utbyggnad till 3 i vardera riktning mellan trafikplats Recklinghausen/Herten och trafikplats Bochum/Witten.

## Trafikplatser
|  | Nr | Skyltning                         |
|  |    |                                   |
|  | 2  | Münster-Süd (Fyrvägskorsning)     |
|  | 3  | Senden                            |
|  | 4  | Nottuln                           |
|  | 5  | Dülmen-Nord                       |
|  | 6  | Dülmen                            |
|  | 7  | Lavesum                           |
|  |    | Hohe Mark                         |
|  | 8  | Haltern                           |
|  |    | Lippebrücke                       |
|  | 9  | Marl-Nord (Fyrvägskorsning)       |
|  | 10 | Marl-Sinsen                       |
|  | 11 | Recklinghausen/Herten             |
|  | 12 | Recklinghausen (Fyrvägskorsning)  |
|  | 13 | Recklinghausen-Hochlarmark        |
|  |    | Rhein-Herne-Kanal-Brücke          |
|  | 14 | Herne (Fyrvägskorsning)           |
|  | 15 | Herne-Eickel                      |
|  | 16 | Bochum-Riemke                     |
|  | 17 | Bochum (Fyrvägskorsning)          |
|  | 18 | Bochum-Laer                       |
|  | 19 | Bochum/Witten                     |
|  | 20 | Witten-Heven                      |
|  |    | Ruhrbrücke                        |
|  | 21 | Witten-Herbede                    |
|  | 22 | Wuppertal-Nord (Flervägskorsning) |